# Lyrakaiserfische
Die Lyrakaiserfische (Genicanthus) sind eine Gattung von Fischen aus der Familie der Kaiserfische. Sie unterscheiden sich durch ihre Gestalt, ihren Lebensraum und ihre Ernährung von allen anderen Kaiserfischen.

## Merkmale

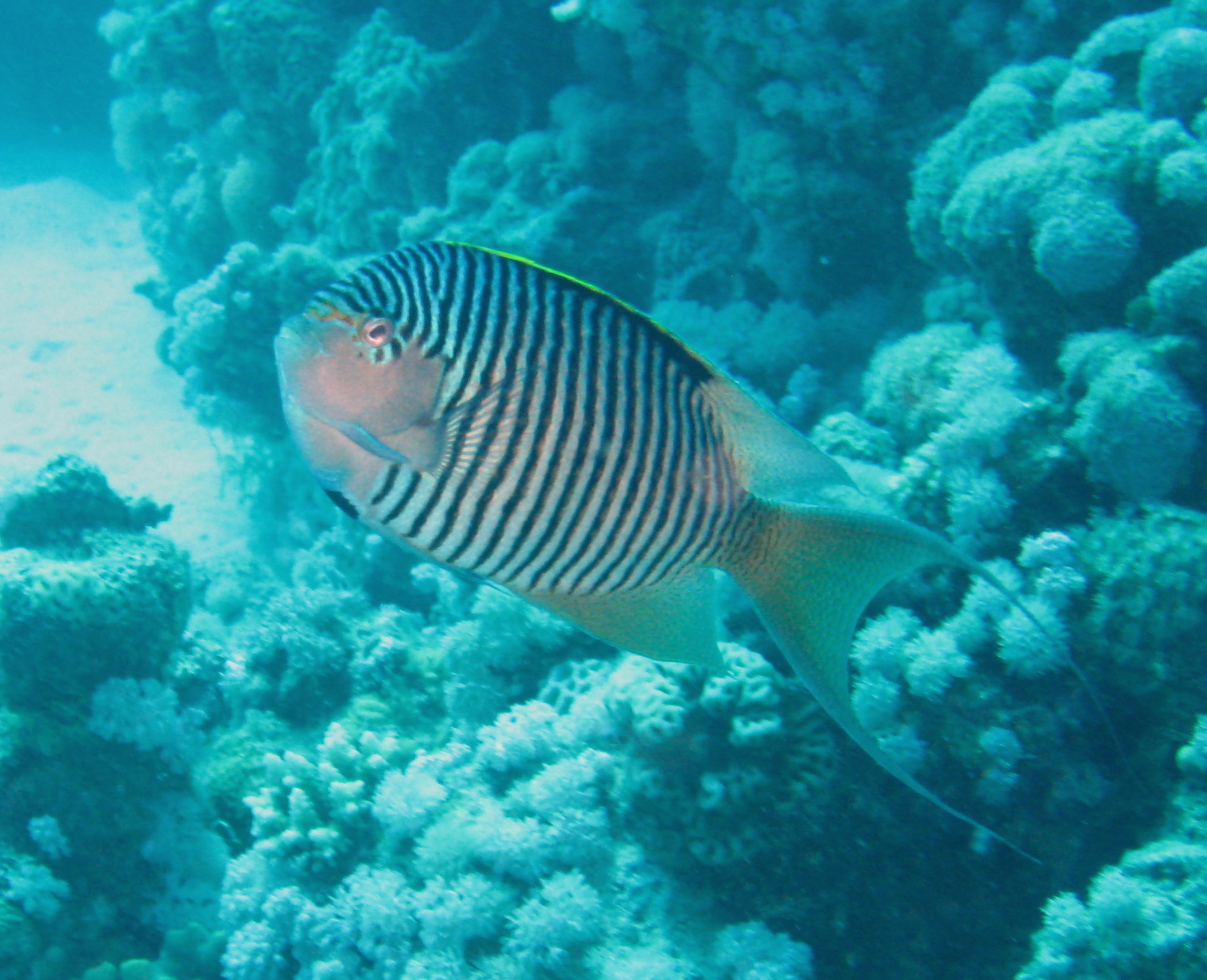
Genicanthus caudovittatus, Männchen
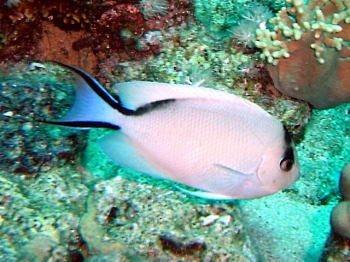
Genicanthus caudovittatus, Weibchen
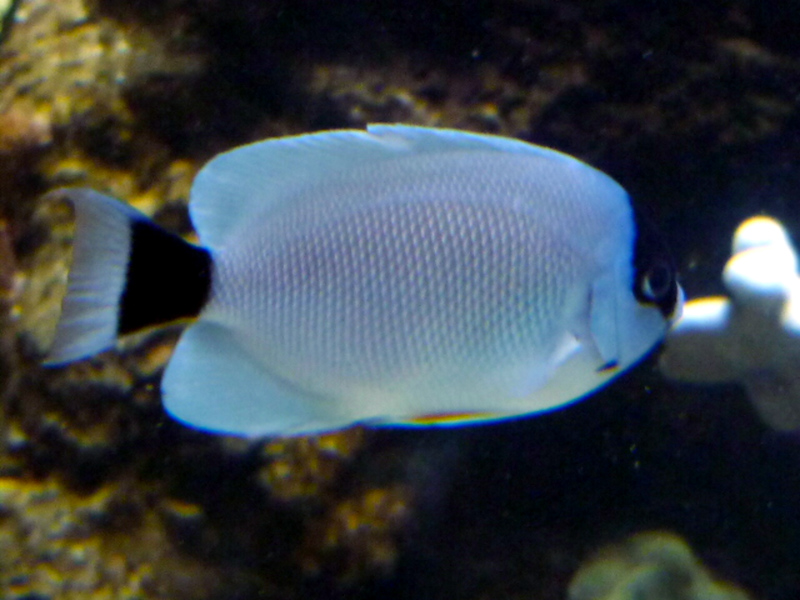
Genicanthus personatus, Männchen
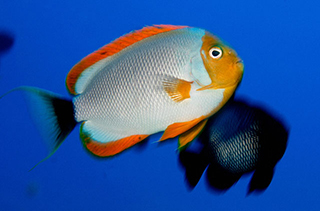
Genicanthus personatus, Weibchen

Lyrakaiserfische ähneln in ihrem schlankeren Aussehen eher vielen Riffbarschen. Ihr Körper ist langgestreckter, eher oval und weniger hoch als der anderer Kaiserfisch. Der Schwanz ist, besonders bei den Männchen, an den Enden lyraförmig ausgezogen. Die Färbung ist meist hell mit einem Streifen- oder ähnlichen Muster. Die Fische werden 15 bis 35 Zentimeter lang. Die meisten Arten bleiben unter 20 Zentimeter. Bei Männchen und Weibchen ist die Färbung so verschieden, dass sie früher als verschiedene Arten beschrieben wurden (Sexualdimorphismus). Alle Lyrakaiserfische sind, bei Erreichen der Geschlechtsreif zunächst weiblich und wandeln sich später in Männchen um. Deshalb sind Männchen meist etwas größer und ihre Schwanzflossenfilamente sind länger.

## Lebensweise
Lyrakaiserfische leben im tropischen Indopazifik, als Zooplanktonfresser in tieferen Regionen unterhalb von 20 Metern, meist in Riffgräben oder an Steilabfällen. Alle Arten leben in lockeren Gruppen (Harems), die aus mehreren Männchen und mehreren Weibchen bestehen. Sie sind keine Schwarmfische.

## Arten
Es wurden zehn gültige Arten beschrieben:
- Pracht-Lyrakaiserfisch (Genicanthus bellus Randall 1975)
- Indischer Zebrakaiserfisch (Genicanthus caudovittatus (Günther 1860))
- Lamarcks Lyrakaiserfisch (Genicanthus lamarck (Lacepède 1802))
- Pazifischer Zebrakaiserfisch (Genicanthus melanospilos (Bleeker 1857))
- Masken-Lyrakaiserfisch (Genicanthus personatus Randall 1975)
- Halbgebänderter Lyrakaiserfisch (Genicanthus semicinctus (Waite 1900))
- Japan-Lyrakaiserfisch (Genicanthus semifasciatus (Kamohara 1934))
- Pitcairn-Lyrakaiserfisch (Genicanthus spinus Randall 1975)
- Flecken-Lyrakaiserfisch (Genicanthus takeuchii Pyle 1997)
- Gelbstreifen-Lyrakaiserfisch (Genicanthus watanabei (Yasuda & Tominaga 1970))